# Susan Hall
Susan Mary Hall, născută Cole (n. 1955, Harrow, Middlesex), este o femeie de afaceri și politiciană civică britanică, candidata Conservatorilor pentru primăria Londrei la alegerile din 2024.

## Cariera politică
Începând cu 2006 este consilier al burgului londonez Harrow. Hall a fost liderul consiliului municipal Harrow din 2013 până în 2014.
În anul 2017 este aleasă membru al Consiliului General al Londrei, apoi realesă în 2021. A fost promovată ca lider al Conservatorilor londonezi din 2019 până în 2023, fiind prima femeie care a deținut acest post.
În iulie 2023 Hall este numită candidată a partidului Conservator pentru funcția de primar al Londrei în alegerile care vor avea loc pe data de 2 mai 2024.

## Familie
Fiica cea mare a lui Benjamin Cole (1912–1972), mecanic auto apoi antreprenor de service-uri auto în nord-vestul Londrei, este de origine irlandeză dintr-o ramură îndepărtată de descendenți ai familiei Cole, deținători ai titlului de conte de Enniskillen.
S-a căsătorit în 1977 cu Peter Hall, proprietar de saloane de coafura și cosmetică, alături de care are doi copii.